# Люшовиці (Домбровський повіт)
Люшовиці (пол. Luszowice) — село в Польщі, у гміні Радґощ Домбровського повіту Малопольського воєводства.
Населення — 1803 особи (2011).
У 1975-1998 роках село належало до Тарновського воєводства.

## Демографія
Демографічна структура станом на 31 березня 2011 року:
|          | Загалом | Допрацездатний вік | Працездатний вік | Постпрацездатний вік |
| -------- | ------- | ------------------ | ---------------- | -------------------- |
| Чоловіки | 933     | 222                | 614              | 97                   |
| Жінки    | 870     | 178                | 507              | 185                  |
| Разом    | 1803    | 400                | 1121             | 282                  |